# Gardiner
Gardiner (engleski: Gardiner Dam) je brana na rijeci Južni Saskatchewan pored naselja Elbow, 100 km južno od grada Saskatoon.

## Zemljopisne karakteristike
Izgradnjom brane Gardiner i nešto manje Brane Qu'Appelle na rijeci Qu'Appell formirano je akumulacijsko jezero Diefenbaker, koje služi za regulaciju vodotoka, ali i za pokretanje hidoelektrane Coteau Creek. 
Brana Gardiner je podignuta između 1959. - 1967., od armiranog betona kao pokretna brana sa zapornicama, ona je 5 km duga i 64 m visoka. 

## Vanjske poveznice
- [neaktivna poveznica] (engl.)